# Robert Meyer (politik)
Robert Meyer (8. ledna 1855 Vídeň – 10. června 1914 Vídeň), byl rakousko-uherský, respektive předlitavský ekonom, státní úředník a politik, v roce 1911 ministr financí.

## Biografie
Studoval právo na Vídeňské univerzitě a Berlínské univerzitě. V roce 1876 získal titul doktora práv. Nastoupil do státní služby, kde působil nejprve na finanční prokuratuře. V roce 1884 se stal jako daňový inspektor v Dolních Rakousích pracovníkem ministerstva financí. Zároveň se tehdy habilitoval na Vídeňské univerzitě v oboru politické ekonomie. Od roku 1885 do roku 1893 vyučoval na vídeňské obchodní akademii národohospodářství. Jako odborník se podílel na reformě přímých daní a spolu s kolegou Eugenem von Böhm-Bawerk byl hlavní postavou vyjednávání o daňové reformě v parlamentu v roce 1896. V roce 1910 se stal prezidentem Statistische Zentralkommission (Ústřední statistická komise, tedy statistický úřad). Řídil rakousko-uherské sčítání lidu roku 1910.
Vrchol jeho politické kariéry nastal, když se za vlády Richarda Bienertha stal dodatečně ministrem financí. Post šéfa rezortu si udržel i v následující vládě Paula Gautsche a zpočátku i ve vládě Karla Stürgkha. Funkci zastával v období 9. ledna 1911 – 19. listopadu 1911. Jako ministr prosadil zákon o daňových úlevách na výstavbu malých bytů.
Po odchodu z vlády nastoupil opět do čela statistické komise.